# Kvabebihyrax
Kvabebihyrax – wymarły rodzaj góralków żyjący w Europie pod koniec pliocenu.
Był znacznie większy od współczesnych góralków z długością 1,60 m. Posiadał mocne i silne ciało i oczy umieszczone wysoko na sklepieniu czaszki podobnie jak u dzisiejszego hipopotama. Miał również duże siekacze z obydwóch stron szczęki.

## Gatunki
- Kvabebihyrax kachethicus Gabunia & Vekua, 1966